# Bolbogonium impressum
Bolbogonium impressum là một loài bọ cánh cứng trong họ Geotrupidae. Loài này được Wiedemann miêu tả khoa học năm 1823.